# Elam Sulci
Gli Elam Sulci sono una struttura geologica della superficie di Ganimede.